# Ariz (Moimenta da Beira)
Ariz is een plaats (freguesia) in de Portugese gemeente Moimenta da Beira en telt 164 inwoners (2001).